# 中国大陆房地产调控政策

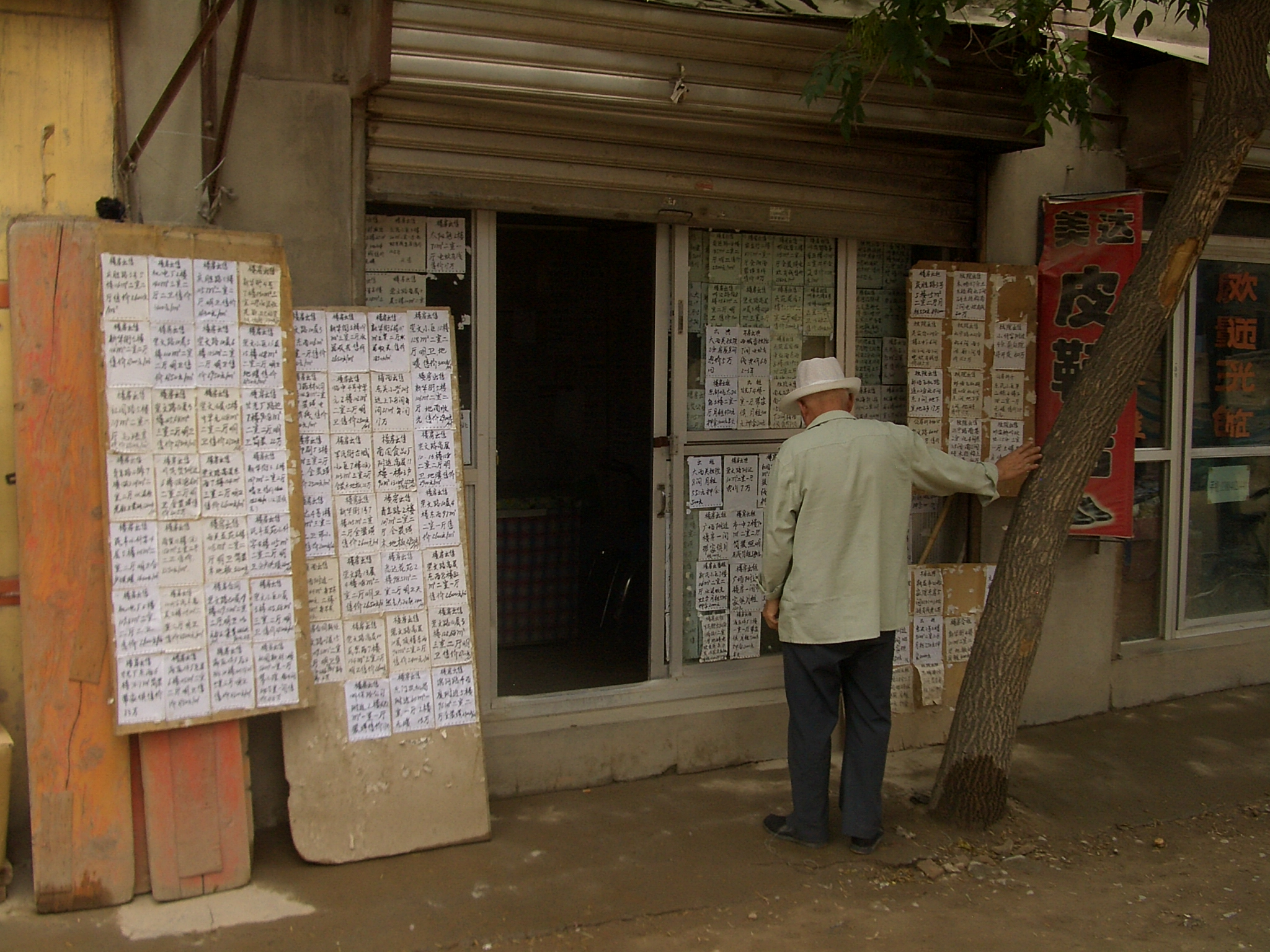
臨夏市的房仲商，只要很低成本就可以開業收取抽佣，或是借取寬鬆貸款來炒房。

中国大陆房地产调控政策，是一種针对中国大陆房地产业市场的宏觀調控政策，由中国共产党和中华人民共和国政府手段介入以壓下特定地區的房價。這樣的政策早期雖然被實施，但效果不彰，中國大陸一線都市熱錢持續注入，二三線也不斷上漲。2016年起，中共中央总书记习近平將「房子是用来住的，不是用来炒的」一度列為長期國策，至今仍在名義上有效，市場調控手段還會繼續加強並趨於精細化，甚至租房收益也將會有相當難度。
總體房價開始受控後，漲勢不如以往猛烈，但也存在炒房客只是轉移至二三線地區、同一城市二手房兩極分化的趨勢。但2020年，新冠疫情房價因中國經濟短暫時間一枝獨秀而再次上漲，熱錢使得都市房價仍在高點攀升，反而是應該成長或持平的郊區卻面臨資產下跌的情況，造成居住人口外移以及房價過高的地區依舊難以負擔。習近平當局推出「三條紅線」政策，針對中國房地產企業債務風險提出的「三條紅線、四檔管理」監管要求，大量中國房地產企業因為政策限制陷入流動性危機乃至於倒閉，企業融資環境進一步惡化。
由於習近平親自主導的「房住不炒」政策起初效果不佳，使房價連創新高，而之後高壓監管中國房地產行業致使資金鏈斷開，泡沫快速破裂致大量貸款屋主被套，又導致需求與消費仍持續低迷，他在2024年9月召開的中共中央政治局會議上宣布降低存款準備率，實施有力度的降息，促進中國房地產市場止跌回穩，推翻原來的政策，但房市失衡已嚴重拖累中國經濟增長。

## 成因
因應中國大陸的土地國有制度，中國大陸地方政府都以賣地（出售使用權）的方式來取得資金，這容易炒高土地價格，再者房地產再次出售就會變得更貴，作為當貸款條件寬鬆利率也低的情況，原意是要鼓勵產業借款投資，創造經濟發展和工作機會，但是相當數量的貸款會流入價值穩定又高增值的土地和房屋價格的炒作與投機，一般經濟成長會伴隨房價上漲，但如果像這樣過度上漲，稱為虛擬經濟的泡沫。因為房地產與其他純金融投資標的不同點在於有居住和使用的功能，當一地區房價高漲會造成人口外流和消費不振、投資成本過高等長期不利因素，並造就貧富差距拉大的民怨，如果長期累積的泡沫經濟不去處理，在各地都爆發出嚴重問題，例如：日本房產泡沫經濟崩潰的連鎖現象。此時就由政府行政手段介入，透過控制銀行放貸、加嚴購房貸款條件、釋出公有土地，等等方式打消房價上漲勢頭，並嚇阻更多投資客進場炒作。另外，由於香港自治，這裡介紹的中國的打房政策並不適用於香港。

## 房價過高的缺點
房地產商品不同於一般商品，如同毒品和菸酒、武器，具有廣泛影響特性，不能聽任市場機制。因為巨大的泡沫遲早會破裂，幾個小型破裂好過一次性破裂；且房產炒作過程中創造出的少數巨富拉大了貧富差距，對經濟發展及社會穩定有害，因為增加住戶房貸負擔不只讓這些人必須省吃儉用而已，大部分這些人沒有閒錢消費而造成內需萎縮而物價失去平衡，也讓沒有房貸負擔的人也陷入怎麼努力都賺不夠花的情況，貧富差距致奢侈品漲價飆升，小康富人也會因為賺不到錢的危機感而省吃儉用，這些中產階級大筆的儲蓄增加又會造成銀行投機房地產，一連串惡性循環下，只有巨富才不會受害，但他們的利潤來源其實是無數房貸者拿自己的未來工作收入向銀行抵押而來，間接形成了這些巨富的奴隸，當房價一夕泡沫化造成相當多人捲入巨額負債和地區性經濟不振，巨富的公司與投資都化為泡影而使資本出走，會讓經濟永遠萎縮甚至垮掉，甚至整個國家都沒有翻身機會。房屋、醫療及婚姻生育很容易成為人民的重大負擔，將這些負擔全部控制在合理範圍，是良善政府的基本責任，亦可以增加人民的消費力，對經濟發展有利。

## 負評
1. 新自由主義學派觀點是反對宏觀調控當然也反對打房的，認為這是社會主義和計劃經濟的一種，當任何商品的價格只要還有人購買就是合理價格，介入市場運作只會產生不良效果，使商品實際價格無法展現。不過這樣的說法越來越少專家這麼認為，許多市場經濟地區也有調控，大多改視為市場失衡的連帶影響。
2. 許多人士（包括不少右派人士）雖然也認為高房價有害，但是認為中國的打房方式無效、甚至質疑中國只是假打房。
3. 高房價的原因是錢太多但沒有合理的投資標的、太多錢丟到不動產上，如果不找出（或創造出）可以取代房地產投資的投資標的，那打房必然失敗，而如果找出，不用打房也可以避免房價飆漲。
4. 只要健全租屋市場，就可以減少高房價的傷害；租屋市場不健全，對房東房客而言都沒有保障，會造成擁有餘屋者不願出租，一般人為了穩定而選擇購買房屋，產生高房價高空房率的資源浪費。如將房屋所有權與居住權分離，想要住屋者只需購買居住權，就足以保障有權居住到房屋到達使用年限；想要投資於增值利益或未來房屋改建者，則購買所有權，可以不閒置房屋又不必承擔房客造成的風險；甚至可以將不動產所有權證券化，簡單有保障的分購房屋。此時只要控制好居住權價格就可以避免高房價危害，僅壓抑居住權價格比壓抑房價簡單許多，因為尚有所有權這個標的可以讓過多的資金購買，而且投資房地產者，著眼的是土地增值利益、而非出租房屋利益，對僅壓抑居住權價格的接受度比打房的接受度高。

## 前車之鑑
以下經濟、社會危機被認為是無法阻止房價飆漲造成的：
- 美國次貸危機
- 日本泡沫經濟
- 香港籠民、劏房
- 發生於台港日韓的生育率過低引發人力萎縮

## 房住不炒
2016年12月，中央经济工作会议提出：必須堅持“房子是用來住的、不是用來炒的”定位，要求回歸住房居住屬性。同月，中共中央總書記習近平在中央財政經濟領導小組第十四次會議上指出：“要準確把握住房的居住屬性”。2017年10月，“房住不炒”定位被正式写入中共十九大报告，作为一项长期的制度安排，貫徹落實。全國各地各項房地產調控政策相繼推出，旨在讓房地產之消費品屬性遠遠大於其資本品屬性，維持房地產市場理性。

## 限跌令
2021年，連續高強度打壓政策下，較大的房企與炒房者開始陸續虧錢與破產，房價暴跌。中國有21座三、四線城市為阻止房價下跌而又出台限跌令，但這令被房子套著的人無法找到買家。

## 其他措施
2022年5月15日，中国人民银行、银保监会发布相关通知，调整差别化住房信贷政策。对于贷款购买普通自住房的居民家庭，首套住房商业性个人住房贷款利率下限调整为不低于相应期限贷款市场报价利率减20个基点，二套住房商业性个人住房贷款利率政策下限按现行规定执行。这是贷款市场报价利率改革以来，首次下调首套房贷款利率下限。5月20日贷款市场报价利率（LPR）为1年期LPR为3.7%，与2022年4月持平；5年期以上LPR为4.45%，较2022年4月水平（4.6%）下降15个基点。

## 负面影响
2022年，中国大陆的地产商因资金短缺导致各地出现烂尾楼。6月30日，江西省景德鎮市一處爛尾建案業主公告「強制停貸告知書」，表示開發商未能在規定日期向業主交付房屋，並且拖延時間已長達數月，且仍在停工，若開發商未能即時全面復工並交屋，屋主將停止向銀行償還貸款。此後各地烂尾楼业主纷纷发布《强制停贷告知书》，同樣宣布预售房建商若不按时复工，他们将停止偿还银行贷款和利息。截至7月12日，中国22个城市的35个住宅项目购房者已经决定停止偿还按揭贷款。7月14日，多家銀行表示涉及爛尾樓的业务规模较小，总体风险可控。银保监会有关部门负责人表示将引导金融机构市场化参与风险处置，加强与住建部门、中国人民银行工作协同，支持地方政府推进“保交楼、保民生、保稳定”工作。